# Хвалковиці (Нижньосілезьке воєводство)
Хвалкові́це (пол. Chwałkowice) — село в Польщі, у гміні Вінсько Воловського повіту Нижньосілезького воєводства.
Населення — 89 осіб (2011).
У 1975—1998 роках село належало до Вроцлавського воєводства.

## Демографія
Демографічна структура станом на 31 березня 2011 року:
|          | Загалом | Допрацездатний вік | Працездатний вік | Постпрацездатний вік |
| -------- | ------- | ------------------ | ---------------- | -------------------- |
| Чоловіки | 41      | 8                  | 29               | 4                    |
| Жінки    | 48      | 10                 | 22               | 16                   |
| Разом    | 89      | 18                 | 51               | 20                   |